# Lewolaga
Lewolaga is een bestuurslaag in het regentschap Flores Timur van de provincie Oost-Nusa Tenggara, Indonesië. Lewolaga telt 1210 inwoners (volkstelling 2010).